# Vulcanusbuurt

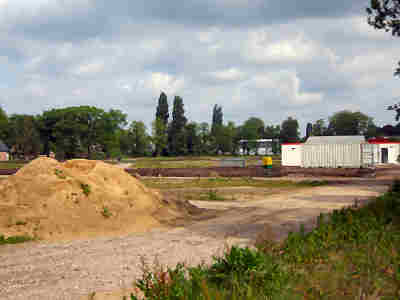
Vulcanusbuurt van Vaassen

De Vulcanusbuurt is sinds 2007 een wijk in Vaassen.
Het plan om de woningen te bouwen werd vanwege het nog ontbreken van de milieuvergunning een aantal keren stilgelegd. Het terrein ligt namelijk te dicht bij een aantal bedrijven van het bedrijventerrein 'de Pirk', dat noordelijk van het Vulcanusterrein ligt.
De wijk is genoemd naar de vroegere ijzergieterij 'de Vulcanus', een van de grootste werkgevers in Vaassen in de twintigste eeuw. De wijk is ook gebouwd op het voormalige terrein van deze ijzergieterij.

## Straatnamen
De straatnamen zijn genoemd naar werktuigen die in de ijzergieterij werden gebruikt.
- Gieterij
- Afbramerij
- Schaarpan
- Vormerij
- Vulcanusweg